# Xavier Valls i Subirà
Xavier Valls i Subirà (Barcelona, 18 de setembre de 1923 - 17 de setembre de 2006) fou un pintor català.

## Biografia
Xavier Valls va néixer a Horta el 1923. El 1936 rep lliçons de dibuix de Charles Collet. El 1937 es matricula a l'Escola Massana. El 1953 exposa a la sala Vayreda de Barcelona. El 1963 apareix la seva obra al Museu d'Art Modern de París. Es casa amb Luisa Galfetti. Ella i els seus dos fills seran els únics models de l'artista, amb la temàtica del paisatge i la natura morta. El 1985 rep la Creu de Sant Jordi de la Generalitat de Catalunya.
Xavier Valls, és un dels pintors importants de la postguerra catalana. La seva obra no tenia deutes amb l'avantguarda del Dau al Set o l'informalisme. No li interessava l'inconscient subversiu sinó més aviat ser conscient i fidel a tot allò que l'envoltava; ni tampoc el cridava l'abstracció expressiva pròpia del seu temps, sinó la plasmació serena de la seva realitat física. Aquesta personalitat hors du temps també el portà a no seguir cap corrent dominant a París quan hi arribà el 1949, quan la ciutat es debatia entre l'abstracció de la Jeune Pinture i la figuració existencial de Bernard Buffet. En Xavier Valls sempre es va sentir un exiliat: a París, a Barcelona, i principalment, al seu estudi.
Valls era un pintor de 12-15 quadres a l'any. Amb devoció cada dia pintava els elements que l'envoltaven: les fruites, la vista del Sena, la seva família: en Manuel, la Giovanna, la Lluïsa. La màgia de pintar quotidianament el mateix sense arribar al tedi, sempre transmetent matís, emoció i profunditat. Es passava hores si calia suprimint una sola pinzellada, fins a arribar a l'obra justa, sense calcular el temps que li calia. Li bastava de saber captar primer la llum tamisada parisenca –horitzontal, platejada– que arribava per la finestra en diferents moments al seu estudi: transmetre els detalls de la ceràmica, de la pell d'una taronja, d'una pera, un albercoc o una figuera de moro. El silenciós diàleg amb les coses familiars, com diria Glòria Bosch. Un, pocs elements, essencials. Després deia que volia captar la llum interior dels objectes, que intentava identificar amb la seva llum. En Xavier era un home apol·lini.
Xavier Valls és dels pocs artistes nostrats que va saber pintar el silenci. Es va saber allunyar del món per representar-lo amb més profunditat. És molt difícil captar l'essència de les coses quan estem tan aqueferats. “Quan llisquem en un món ple de saturació i pèrdua, cal tornar a les coses permanents que trobem en el silenci”, deia sàviament en les seves notes de taller. Només en el silenci trobem allò que roman, que és permanent. O dit d'una altra manera, la poesia que emergeix de la mirada callada de la realitat és el que torna eternes les coses. En un món ple de presses i d'immediatesa aquest contrapunt encalmat és imprescindible.
«La pintura d'en Xavier Valls respira: ni sospira, ni esbufega, ni exhala. Respira.» Tal com diu la seva filla Giovanna, en Xavier mai oblidava que els fruits venien de la flor, i calia preservar el seu llinatge original. I sempre recordava quan va començar a pintar des del seu esplèndid jardí d'Horta, el poble –avui barri de Barcelona– que el va veure créixer i a on no hi va deixar d'anar mai durant els estius, on prenia les notes emotives necessàries per a després, a París, durant els hiverns, acabar-les de pintar.
Va ser una figura cabdal de la cultura catalana. Va ser dels únics de la seva generació que es va quedar a viure a París en la darrera belle époque parisenca, la París existencial dels cafès, la nit i la tertúlia. Gairebé tots els artistes de la seva generació hi van anar, gràcies a les beques de l'Institut Francès i del seu Cercle Maillol, però pocs s'hi van quedar. Hi va fer amistat amb tot un estol de personalitats, tal com ho descriu a les seves memòries publicades a Quaderns Crema. Entre les seves amistats es compten Giacometti, De Staël, Tristan Tzara, María Zambrano, Jaime del Valle-Inclán, Alejo Carpentier, molts dels quals trobava al barri de Saint Germain, a cafès com el Flore, Les Deux Magots, o també el Mabillon, on participava en la tertúlia de Valle-Inclán. I això sense descuidar la seva profunda amistat amb la comunitat d'artistes catalans a París: els Gargallo, Rebull, Clavé o Picasso. Una comunitat important, des d'on s'han escrit pàgines centrals de l'art modern peninsular. Cal, doncs, donar un especial agraïment a la Fundació Vila Casas, pel seu homenatge a una altra d'aquestes figures universals i poc celebrades aquí. Ho va fer amb en Vilató, amb en Clavé, ara amb en Xavier Valls, en el just homenatge a la seva obra silenciosa, senzilla i immortal.
Va aprendre la tècnica pictòrica al costat del suís Charles Collet, amic de la família. L'any 1949 es va traslladar a París, on es relacionà amb Tristan Tzara, Fernand Léger, Antoni Clavé o Alberto Giacometti. En aquesta ciutat establí la residència definitiva, tot i que passava els estius a la ciutat de Barcelona.
Era fill de l'escriptor i periodista catalanista Magí Valls i Martí, pare del polític francès Manuel Valls, que va ser ministre d'interior i primer ministre francès, cosí germà del músic Manuel Valls i Gorina, autor de l'himne del Barça, i oncle del físic estatunidenc Oriol Valls i de la il·lustradora Roser Capdevila.
Fou membre d'honor de l'Acadèmia de Belles Arts de Sant Jordi. L'any 1993 fou guardonat amb la Medalla d'Or al Mèrit de les Belles Arts i l'any 2000 amb el Premi Nacional d'Arts Plàstiques, concedit per la Generalitat de Catalunya.
L'any 2003 publicà un llibre de memòries: La meva capsa de Pandora. El 2005 fou elegit membre corresponent a París de la Reial Acadèmia Catalana de Belles Arts de Sant Jordi.

## Obra pictòrica
Interessat inicialment en el cubisme, la seva obra va evolucionar vers el constructivisme, l'abstracció i, a partir de la dècada del 1970, vers el figurativisme. La seva obra –plena de paisatges, natures mortes, vistes de París i retrats– està basada en un realisme matisat mitjançant la tècnica de la difuminació, amb clares influències del romanticisme alemany.
Entre les nombroses exposicions que feu, cal destacar les realitzades a la Galeria Theo de Madrid (1974), a la Galeria Henriette Gomès (1979) i a la Galeria Claude Bernard (1981) de París. Hi ha obra seva al Museu d'Art Contemporani de Barcelona (MACBA), al Museu d'Art Contemporani de Lanzarote i al Museu Reina Sofia de Madrid, entre d'altres. L'any 2013, l'Espai Volart 2 de la Fundació Vila Casas acollí una exposició seva, amb un total de 24 obres seleccionades per Glòria Bosch dels seus tallers de París i d'Horta.